# Oldenlandia ovata
Oldenlandia ovata är en måreväxtart som beskrevs av Sereno Watson. Oldenlandia ovata ingår i släktet Oldenlandia och familjen måreväxter. Inga underarter finns listade i Catalogue of Life.